# Finnkroken
Finnkroken är en ort vid bron till Södra Finnö i Östergötlands skärgård. På orten finns en småbåtshamn för mindre motorbåtar norr om bron. Finnkroken var ursprungligen ett fiskarboställe tillhörande Dals gård. Före 1940 saknades väg mellan Dals Gård och Finnkroken. Bron till Södra Finnö byggdes 1967. Innan dess trafikerades sundet av en lindriven färja.
Samhällets lanthandel lades ner 1994 på grund av minskat kundunderlag och butiken byggdes om till bostadshus.